# 台北小巨蛋駅
台北小巨蛋駅（たいぺいしょうきょたんえき）は中華民国（台湾）台北市松山区にある、台北捷運松山新店線の捷運駅。南京東路直下、敦化北路口附近に位置する。駅番号はG17。駅附近にある台北アリーナからとられたため、日本語ガイドでは台北アリーナ駅と称されることもある。

## 歴史
- 2014年11月15日 - 西門～松山間開通に伴い開業[2]。

### 駅名の由来等
高雄捷運の巨蛋駅同様、東京ドームの愛称「ビッグエッグ」を由来とする台湾華語の意訳表記「小巨蛋」に由来しているが、その概念がなかった台湾語と客家語では当初、同義の別語である「小粒卵」という名称での案内がなされていた。その後、学者の協力により2015年2月以降は台湾華語表記「小巨蛋」の台湾語読み（『Sió-kū-tàn』）および客家語読み（『sé ki tan』）が採用されるようになった。

## 駅構造
地下3階に島式ホーム1面2線を有する地下駅。出入口は5箇所。開業時からフルスクリーンタイプのホームドアが設置されている。

### 駅階層
| 地面      | 出入口                                 | 出入口                                                             |
| 地下 一階 | コンコース                             | コンコース、案内所、自動券売機、自動改札機、エスカレーター、トイレ |
| 地下 三階 | 1番線                                  | ← 松山新店線 松山方面（南京三民駅）                                |
| 地下 三階 | 島式ホーム、車両左側のドアが開閉する。 |                                                                    |
| 地下 三階 | 2番線                                  | → 松山新店線 台電大楼・新店方面（南京復興駅）→                     |

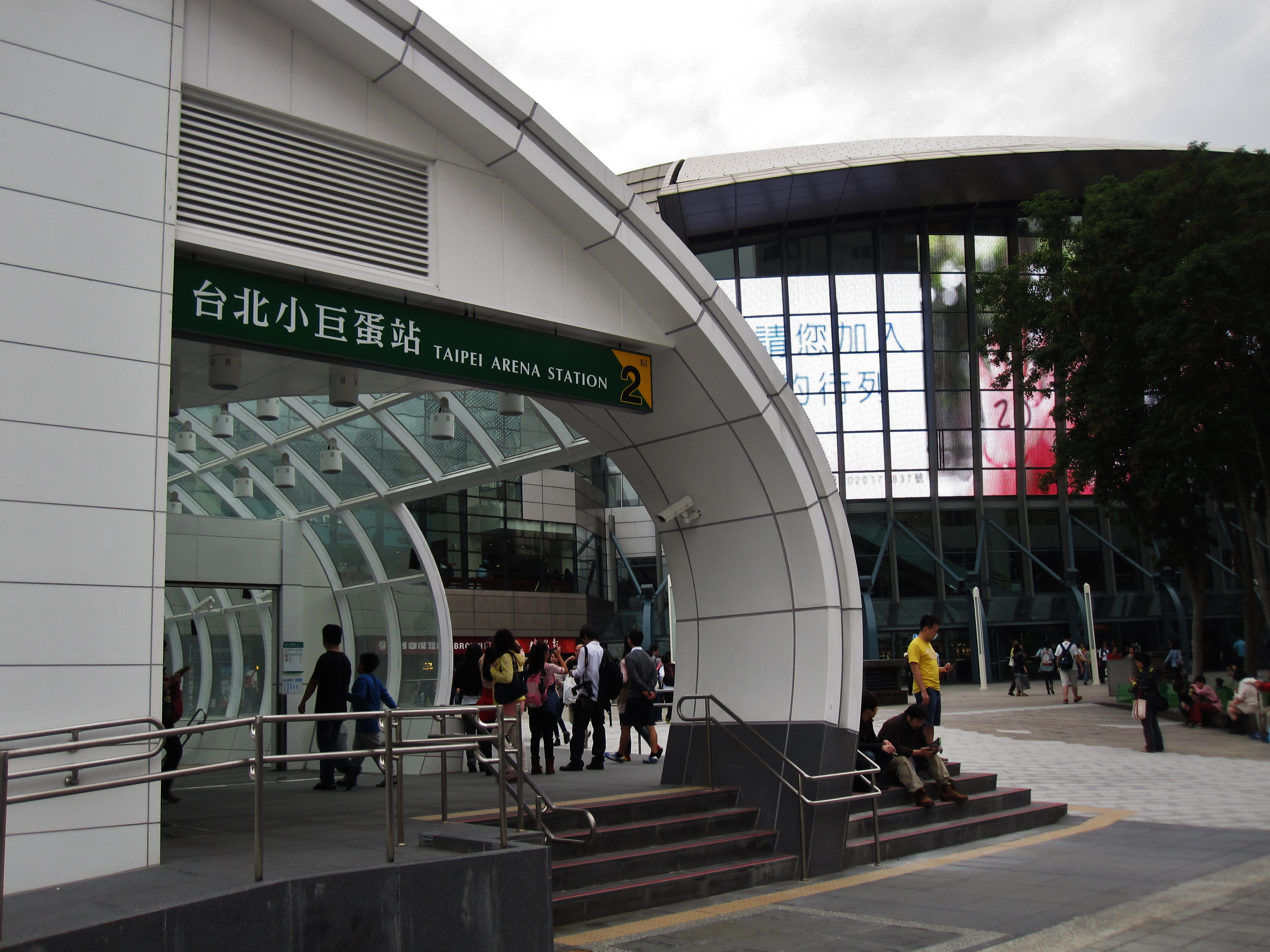
2番出入口(2014年11月)
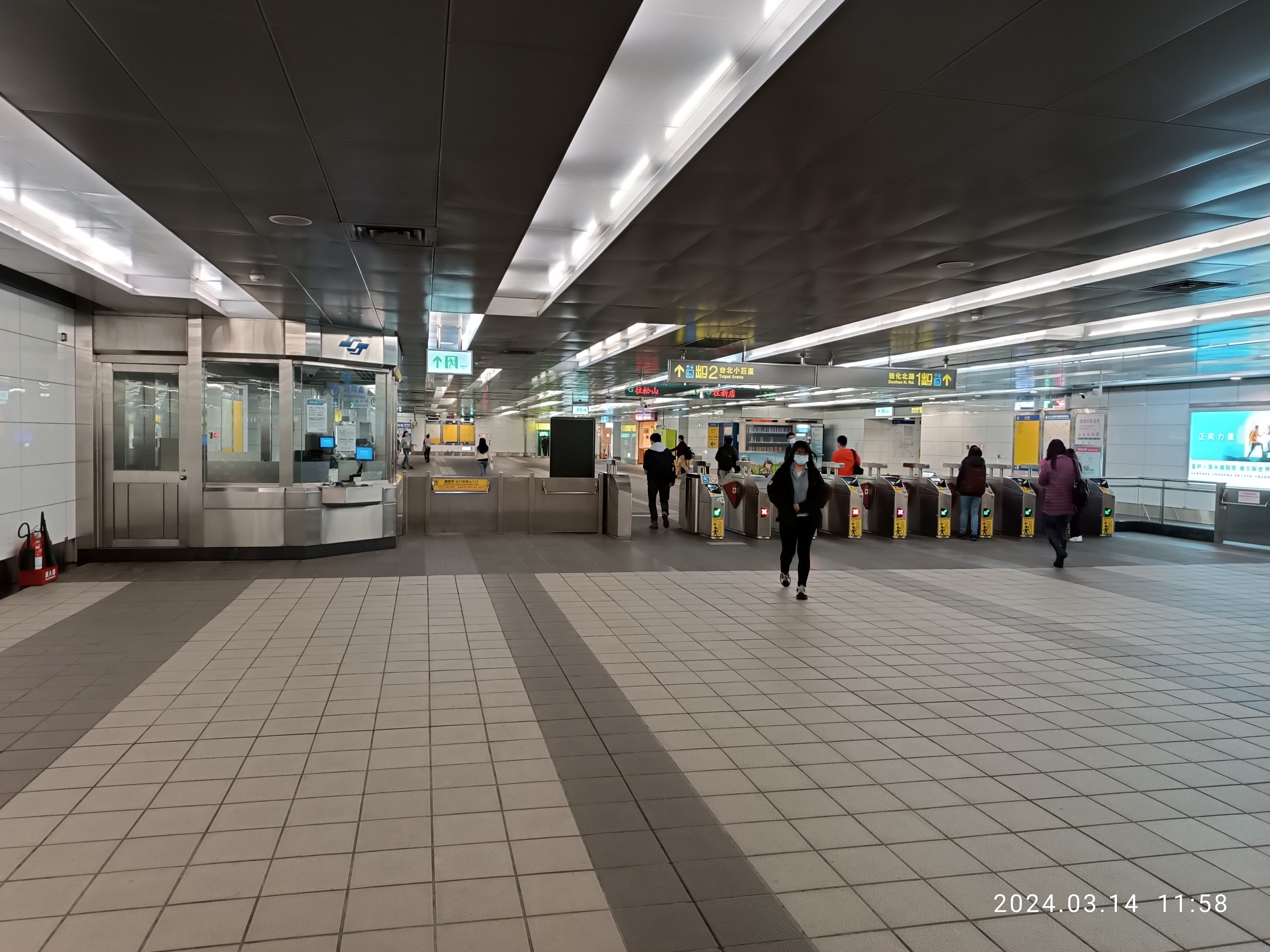
改札口(2024年3月)
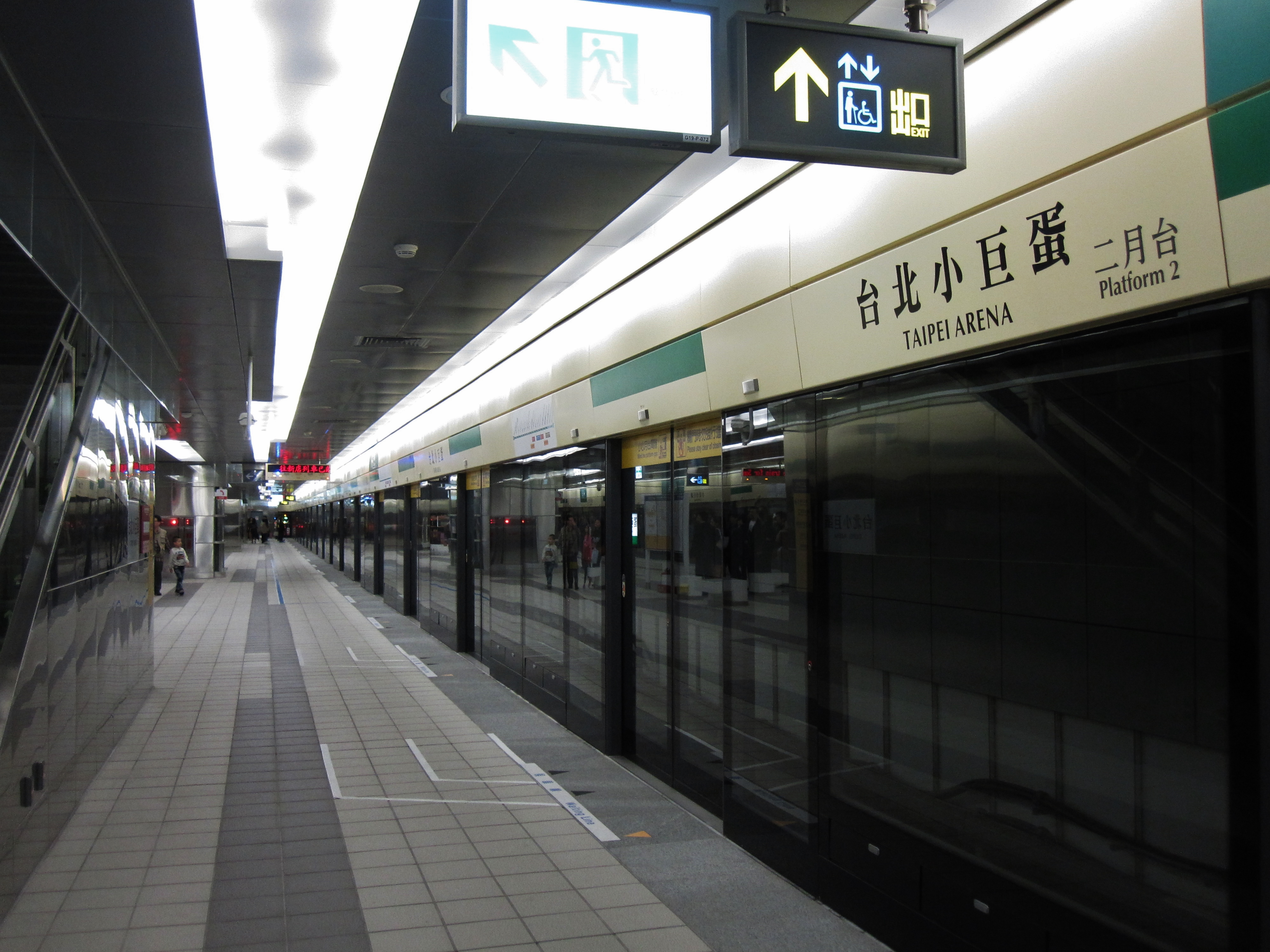
プラットホーム

### 駅出口
出口1・2は駅の西端に、出口3・4・5は駅の東端位置し、バリアフリーのエレベーターが出口1・2・3にある。
- 1号出口：敦化北路
- 2号出口：台北アリーナ
- 3号出口：台北陸上競技場
- 4号出口：北寧路
- 5号出口：健康路

## 利用状況
| 年   | 年間      | 年間      | 年間       | 年間  | 1日平均 | 1日平均 |
| 年   | 乗車      | 下車      | 乗下車計   | 出典  | 乗車    | 乗下車  |
| ---- | --------- | --------- | ---------- | ----- | ------- | ------- |
| 2014 | 966,755   | 986,212   | 1,952,967  | [ 7 ] | 20,569  | 41,552  |
| 2015 | 6,559,804 | 6,863,568 | 13,423,372 | [ 7 ] | 17,972  | 36,776  |
| 2016 | 7,261,830 | 7,631,299 | 14,893,129 | [ 7 ] | 19,841  | 40,692  |
| 2017 | 7,785,389 | 8,135,904 | 15,921,293 | [ 7 ] | 21,330  | 43,620  |
| 2018 | 8,021,175 | 8,369,709 | 16,390,884 | [ 7 ] | 21,976  | 44,907  |
| 2019 | 8,132,062 | 8,488,097 | 16,620,159 | [ 7 ] | 22,280  | 45,535  |
| 2020 | 7,127,597 | 7,459,338 | 14,586,935 | [ 7 ] | 19,474  | 39,855  |
| 2021 | 5,210,269 | 5,431,043 | 10,641,312 | [ 7 ] | 14,275  | 29,154  |

## 駅周辺
| - 台北アリーナ - 駅名の由来。 - 台北陸上競技場 - 台北市立体育館 - ブリーズ・センター 南京店 - イケア 敦北店 - 民間全民電視公司 - 台湾電視公司 - 首都大飯店 - 小巨蛋館 - 南京館 - 台北田徑場 - 台北市立体育館 - 台北市政府体育局 - 台北王朝大酒店 - 育達商職 - 台北市立敦化国民中学 | - 台安医院 - 台北市政府警察局松山分局 - 台北市政府捷運工程局中区工程処 - 三軍総医院松山分院 - 台北市立社会教育館 - 城市舞台 - 台北市松山敦化国民小学 - 松山運動中心 - 中崙シーザーパークホテル（建設中） - 中崙市場 - 長庚医院台北院区 - YouBike（台北市公共自転車）捷運小巨蛋駅(5号出口) |

## 隣の駅
台北捷運
 松山新店線
南京三民駅 G18 - 台北小巨蛋駅 G17 - 南京復興駅 G16